# Fine del gioco (Shadow)
Fine del gioco è il settimo libro della serie I racconti di mezzanotte di Nick Shadow, uno dei pseudonimi usati dallo scrittore inglese Allan Frewin Jones.

## Trama
Simon Down è un bambino amante dei videogiochi, molto ricco e con i genitori benestanti. A scuola è impopolare ed è costantemente preso di mira dai bulli Mat Frost e Tom Mansbridge. Un giorno sul suo preferito sito di videogame riceve gratis un gioco in cui interpreta un pericoloso criminale e ambientato nella sua stessa città. Per prima cosa svaligia una panetteria e il giorno dopo, a scuola, scopre che il furto è avvenuto davvero. I suoi compagni danno una festa ma lui non viene invitato. Decide allora di far andare là il personaggio del suo videogioco, finché non scopre che il personaggio ha devastato il lago, sterminando anche una specie di uccelli che la madre aveva salvato precedentemente. Dopo altre beffe da parte di Mat, Simon decide di fare un colpo nel negozio d'auto di suo padre, ma l'uomo resta ucciso. Il ragazzo ne approfitta per attirare su di sé l'attenzione dei compagni, raccontando nei dettagli i furti accaduti. Tuttavia viene screditato da Tom e tutti i compagni riprendono a ignorarlo. Furibondo Simon comincia così a far distruggere all'uomo la città, fino a quando non uccide anche i genitori del ragazzo. A questo punto Simon tenta di fermarsi, ma il criminale non risponde più ai comandi e si sta proprio dirigendo verso casa sua. Nonostante tutti i suoi sforzi l'uomo elimina i domestici e sfonda la porta della camera di Simon, il quale fa appena in tempo a leggere sullo schermo la scritta FINE DEL GIOCO.